# Забелло, Василий Степанович

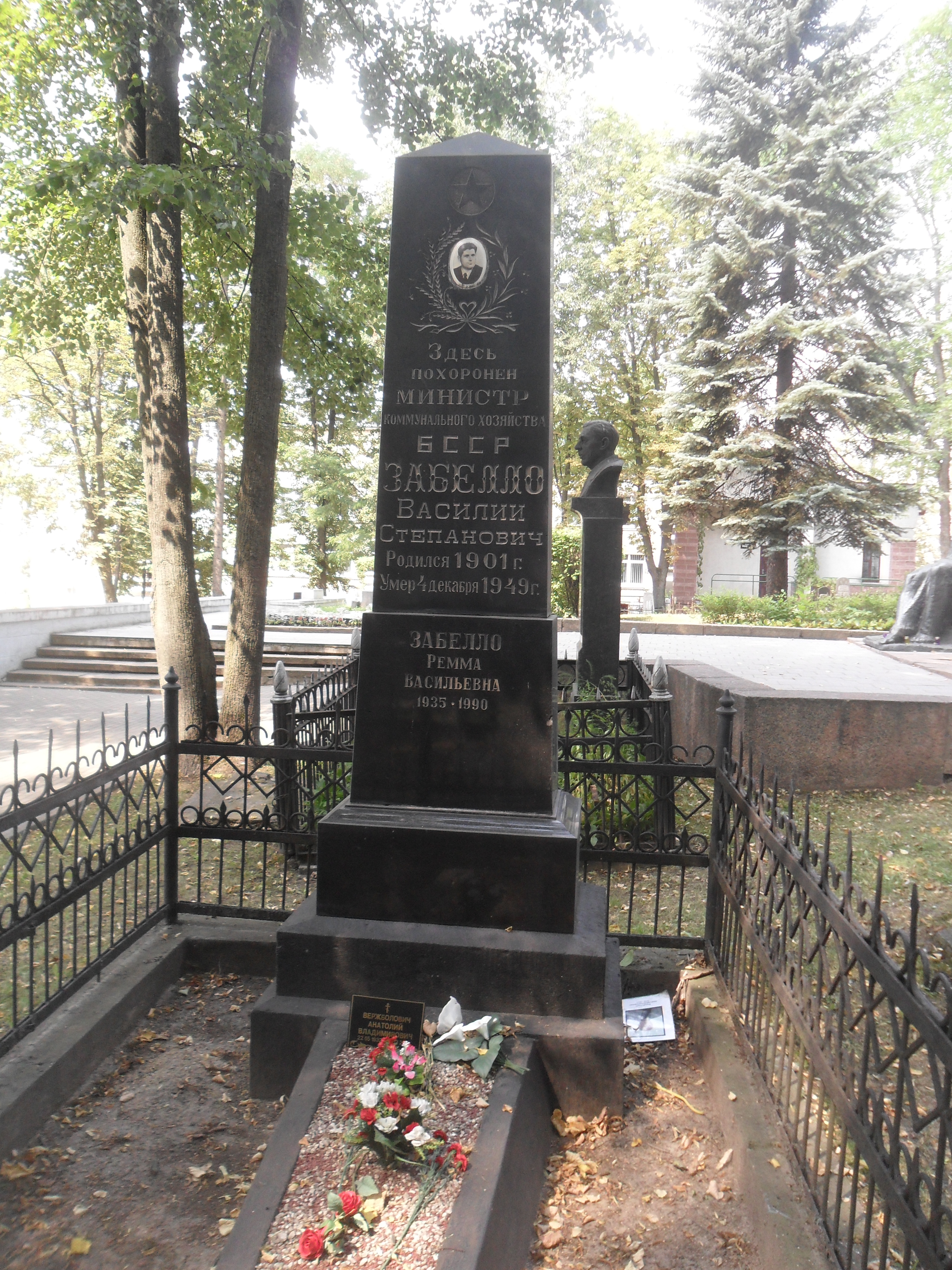
Могила Забелло на Военном кладбище Минска.

Василий Степанович Забелло (1901—1949) — белорусский советский государственный деятель.

## Биография
Василий Забелло родился в 1901 году. В 1935 году он окончил Минский политехнический институт, после чего находился на партийной работе.
В 1938 году Забелло был назначен народным комиссаром коммунального хозяйства Белорусской ССР и оставался на этой должности до самой своей смерти, став впоследствии министром коммунального хозяйства Белорусской ССР. Кроме того, с 1945 года Забелло был заместителем председателя Совета народных комиссаров (министров) Белорусской ССР. Скончался 14 декабря 1949 года, похоронен на Военном кладбище Минска.